# 伯恩·安德森
伯恩·约翰·安德森（瑞典語：Björn Johan Andrésen，1955年1月26日—）是一名瑞典演员和音乐家。他所饰演的最著名的角色是由卢奇诺·维斯孔蒂执导并改编自托马斯·曼小说《魂断威尼斯》的同名电影中的14岁少年达秋（Tadzio）。

## 早年经历
伯恩·安德森生於瑞典斯德哥爾摩。他的母亲Barbro Elisabeth Andrésen在丹麦长大，是个波希米亞主義藝術家，经常在欧洲各地游荡，廣泛沈浸於巴黎的艺术圈中。他的生父在他出生前就去世了，身份未知。安德森10岁时母親自杀身亡。之后，他由外祖父母抚养长大。他曾在斯德哥尔摩的阿道夫·弗雷德迪克音乐学校學習古典音樂，但他更喜欢披头士之類的摇滚音乐。13歲時，他曾和朋友組成一支樂隊，在各地演出。

## 职业生涯
在拍摄那部让伯恩·安德森享誉国际的电影《魂断威尼斯》之前，他仅仅出演过一部名为《瑞典爱情故事》的电影。尽管《魂断威尼斯》这部电影在票房上表现相对较差，但是伯恩却因为饰演片中的波兰美少年达秋（Tadzio）而闻名。在电影里，年迈的男主人公古斯塔夫·冯·阿申巴赫（由狄·保加第饰演）对其非常着迷。电影史学家劳伦斯·奎克在他的作品《伟大的浪漫电影》（1974年出版）中评论道，伯恩·安德森的一些电影截图“可以从银幕中提取出来并悬挂在卢浮宫或梵蒂冈的墙上”。
《魂断威尼斯》发行时，有关伯恩·安德森是否是男同性恋者的猜测在美国流传开来。因为在电影中，伯恩·安德森饰演的达秋要和男主人公古斯塔夫·冯·阿申巴赫交换充满爱意的目光；而同时在另外一个场景里，达秋被另一个十几岁的男孩子亲吻和爱抚。但是安德森坚决否认了这些传闻，并表达了自己在拍摄期间被导演卢奇诺·维斯孔蒂强迫探访一间同性恋酒吧而感到的不适。因为在那间酒吧里，他引起了很多年长男性的注意。
为了消除有关自己性倾向的谣言以及对于自己“漂亮男孩”的刻板印象，伯恩·安德森在此后的影视作品里都尽量避免同性恋或过度需要自己外表的角色。因此当女性主义作家杰梅茵·格里尔在其著作《漂亮男孩》使用了安德森的照片为封面时引起了他的愤慨，因为安德森认为他并没有授权使用这张照片。尽管杰梅茵·格里尔表示她在使用这张照片时已经咨询过摄影师大卫·贝利，而贝利则是这张照片的版权所有者。但是安德森坚持认为，如果要使用被他人拥有版权的当事人的照片，那么应该明确告知当事人照片的使用目的。而安德森表示，如果他知道格里尔的目的，他是不会同意使用的。
《魂断威尼斯》上映之后，伯恩·安德森曾在日本短暂居住过一段时间；而当这部电影变得热门时，他拍摄了许多电视广告并还录制了一些流行歌曲。据说由安德森所饰演的片中角色达秋深深地影响了日本一批以美少年为题材的动漫作者，特别是竹宫惠子。从那时起，安德森就对日本产生了浓厚兴趣，并在多年后再次造访日本。
伯恩·安德森还出演过其他一些影视作品。这其中包括：《走私之王（Smugglarkungen）》（1985年上映）、《鹈鹕人》（2004年上映）、《仲夏魇》（2019年上映）等。
除了演员这个身份之外，安德森还是一名职业音乐人。直至最近，他还和斯文·艾利克斯（Sven Erics）组成一支舞曲乐队进行定期表演和巡演。

## 个人生活
安德森居住在斯德哥尔摩。他与前妻、诗人苏珊娜-罗曼（Susanna Roman，1983-1987年）育有一女 Robine（1984年出生）。安德森和罗曼还有一个儿子名叫埃尔文（1986-1986年），在9个月大时因婴儿猝死综合症夭折。儿子去世后，安德森陷入了长期的抑郁之中。在2020年的一次采访中，安德森表示他相信「来世」还能再见到儿子。安德森有两个孙女：Nemo（2008年出生）和 Nike（2014年出生）。

## 影視作品
- 1970 – 《瑞典爱情故事（英语：A Swedish Love Story）》
- 1971 – 《魂断威尼斯》
- 1977 – 《悬崖站》
- 1982 – The Simple-Minded Murderer (Swedish: Den enfaldige mördaren)
- 1982 – One-Week Bachelors (Swedish: Gräsänklingar)
- 1985 – The Smuggler King（瑞典语；挪威语）
- 1986 – Whiskers and peas（瑞典语；芬兰语）
- 1987 – Luminous landing (TV series)（瑞典语）
- 1989 – Dandelion Children (Swedish: Maskrosbarn)
- 1989 – That was then...（瑞典语） (TV series)
- 1990 – A la recherche de Tadzio (9 minute documentary directed by Étienne Faure with film and interview of Andrésen)[13]
- 1990 – Lucifer - Late summer yellow and black (Swedish: Lucifer – Sensommer gult og sort)
- 1991 – Agnes Cecilia – en sällsam historia [Agnes Cecilia - a strange story ]
- 1993 – Kojan（瑞典语）
- 1994 – Rederiet [High Seas or The Shipping Company] (TV series)
- 2004 – Pelicanman (Finnish: Pelikaanimies)
- 2004 – The Grave (2004 TV series)（瑞典语；挪威语；西班牙语）
- 2005 – Lasermannen (TV series) [The Laserman]
- 2006 – Book of the Worlds（瑞典语） (Swedish: Världarnas bok) (TV series)
- 2010 – Wallander – Arvet [The Heritage]
- 2016–2017 – Spring Tide (TV series) (Swedish: Springfloden)
- 2016 – Shelley
- 2017 – Jordskott (TV series)
- 2019 – 《仲夏魘》
- 2021 – Agatha Christie's Hjerson（德语） – Oscar

## 延伸阅读
- David Dye. . McFarland. 1988: 6. ISBN 9780899502472.
- John Holmstrom. . Michael Russell. 1996: 308–309  [2020-10-21]. （原始内容存档于2020-08-06）.